# Der Sturm
Der Sturm fu un'importante rivista tedesca dell'espressionismo con sede editoriale a Berlino.
Fu fondata nel 1910 da Herwarth Walden e uscì, con frequenza quindicinale fino al 1932.
Intorno alla rivista nacque ben presto il cosiddetto Sturmkreis che comprendeva un teatro, una galleria e delle serate, le Sturm-Abende nel corso delle quali venivano recitate poesie espressioniste.
La casa editrice pubblicò, tra le altre, poesie e opere di Else Lasker-Schüler, oltre a drammi (ad esempio di Hermann Essig e August Stramm), raccolte d'arte (Oskar Kokoschka), monografie (Kandinsky-Album) e saggi d'arte di Herwarth Walden.
Furono pubblicate anche cartoline artistiche e opere di artisti espressionisti, cubisti e futuristi come Franz Marc, Vasilij Kandinskij, Oskar Kokoschka, August Macke, Gabriele Münter e altri ancora.